# Марушко, Прокофий Кузьмич
Прокофий Кузьмич Марушко (08.07.1909—25.08.1986) — сапёр 550-го стрелкового полка (126-я стрелковая Горловская дважды Краснознамённая ордена Суворова дивизия, 54-й стрелковый корпус, 43-я армия, 3-й Белорусский фронт), ефрейтор, участник Великой Отечественной войны, кавалер ордена Славы трёх степеней.

## Биография
Родился 8 июля 1909 года в селе Андреевка ныне Великоновоселковского района Донецкой области (Украина) в крестьянской семье. Украинец. Окончил 5 классов. Работал слесарем.
В Красную армию призван 16 сентября 1943 года Селидовским РВК, Украинская ССР, Сталинская область. В действующей армии – с 20 сентября 1943 года. Воевал на Южном (с 20 октября 1943 года – 4-й Украинский), 1-м Прибалтийском и 3-м Белорусском фронтах. Принимал участие в Мелитопольской наступательной операции, освобождении Крыма и Прибалтики, Восточно-Прусской и Берлинской наступательных операциях.
В боях за овладение городом Мелитополь Запорожской области в октябре 1943 года красноармеец Марушко, проделывая проходы для наступающей пехоты, под огнём противника обезвредил 75 мин. Приказом командира полка награждён медалью «За отвагу».
В ходе боёв за Крым с ноября 1943 года Прокофий Марушко, прикрывая передний край наших подразделений, установил 379 противотанковых и противопехотных мин. Обеспечивая действия разведывательных групп, проделал 4 прохода в проволочных заграждениях и 5 проходов в минных полях противника. При подготовке наступления в ночь на 8 апреля 1944 года разминировал подходы к трём ДЗОТам противника. После прорыва вражеской обороны в ходе продвижения к городу Армянск (Крым) и на улицах города обезвредил 264 мины противника. Будучи контуженным, продолжал выполнять боевую задачу.
Приказом командира 126-й стрелковой дивизии от 19 апреля 1944 года ефрейтор Марушко Прокофий Кузьмич награждён орденом Славы 3-й степени.
После освобождения Крыма 126-я стрелковая дивизия была передислоцирована в полосу 1-го Прибалтийского фронта. 20 и 21 октября 1944 года в районе населённых пунктов Палайтен, Кляйн, Шиллинингкен (Литва) Прокофий Марушко в составе группы сапёров под огнём противника произвёл инженерную разведку переднего края врага, обезвредив при этом 37 противотанковых мин, чем обеспечил выход наших стрелковых подразделений к реке Неман. В составе сапёрного подразделения под артиллерийским обстрелом, способствовал своевременному наращиванию сил на плацдарме, восстановил две повреждённые переправы через реку.
Приказом командующего 2-й гвардейской армией от 1 декабря 1944 года ефрейтор Марушко Прокофий Кузьмич награждён орденом Славы 2-й степени.
В ходе Восточно-Прусской наступательной операции на подступах к городу Кёнигсберг Прокофий Марушко действовал в составе штурмовой группы. 7 апреля 1945 года, скрытно подобравшись к одному из казематов форта № 5, он заложил заряд и подорвал каземат, уничтожив до 40 немецких солдат. На ближних подступах к форту обезвредил 66 противотанковых и противопехотных мин, проделал 2 прохода в проволочных заграждениях противника, обеспечив успешные действия штурмовой группы.
Указом Президиума Верховного Совета СССР от 19 апреля 1945 года за образцовое выполнение боевых заданий командования на фронте борьбы с немецкими захватчиками и проявленные при этом доблесть и мужество ефрейтор Марушко Прокофий Кузьмич награждён орденом Славы 1-й степени.
В октябре 1945 года демобилизован.
Вернулся на родину в село Андреевка. Работал на мельнице. Умер 25 августа 1986 года.

## Награды
- Орден Отечественной войны I степени (11.03.1985)[5][6]

- Полный кавалер ордена Славы:
  - орден Славы I степени (19.04.1945)[7];
  - орден Славы II степени (01.12.1944)[8];
  - орден Славы III степени (19.04.1944)[9];
- медали, в том числе:
  - «За отвагу» (17.03.1944)[10][11];
  - «В ознаменование 100-летия со дня рождения Владимира Ильича Ленина» (6 апреля 1970)
  - «За победу над Германией в Великой Отечественной войне 1941—1945 гг.» (9 мая 1945[12])[13];
  - «За взятие Берлина» (9.6.1945)[14];
  - «За взятие Кёнигсберга» (14.04.1944)[15];
  - «20 лет Победы в Великой Отечественной войне 1941—1945 гг.» (7 мая 1965[16])
  - «30 лет Победы в Великой Отечественной войне 1941—1945 гг.»[17]
  - 40 лет Победы в Великой Отечественной войне 1941—1945 гг.[18]
  - Юбилейная медаль «50 лет Победы в Великой Отечественной войне 1941—1945 гг.»[19]
  - «30 лет Советской Армии и Флота»[20]
  - «40 лет Вооружённых Сил СССР»[21]

- - «50 лет Вооружённых Сил СССР» (26 декабря 1967[22])
- Знак «25 лет победы в Великой Отечественной войне» (1970)

## Память
- На могиле установлен надгробный памятник
- Его имя увековечено в Главном Храме Вооружённых сил России, и навсегда запечатлено на мемориале «Дорога памяти»